# Кохаб
Кохаб (β Малой Медведицы) — вторая по яркости звезда в созвездии Малой Медведицы после Полярной, оранжевый гигант, видимая звёздная величина 2,08m, расстояние до Земли около 126 световых лет, температура поверхности 4030 K. Светимость в 400 раз превосходит солнечную, масса звезды — примерно 2,5 солнц. Радиус звезды в 42 раза больше радиуса Солнца.
В период приблизительно с 2000 г. до н. э. по 500 г. н. э. бета Малой Медведицы была самой близкой к Северному полюсу мира яркой звездой и играла роль полярной звезды, что отражено в её арабском названии аль-Каукаб аш-Шимали الكوكب الشمالي (Северное светило). Кохаб — двойная звезда: спутник с величиной 11,3m находится на угловом расстоянии 3,4' от главной звезды, класс К5.

## Планетная система
В 2014 году группа корейских астрономов, работающая с эшелле-спектрографом BOES, объявила об открытии планеты β Малой Медведицы b в системе. Она имеет массу, равную 6,1 массы Юпитера и обращается по эллиптической орбите с большой полуосью 1,4 а. е., совершая полный оборот за 522,3 суток. 